# Ecclesia in Libanon
Im „Nachsynodalen Apostolischen Schreiben Ecclesia in Libanon“ vom 10. Mai 1997 geht Papst Johannes Paul II. anfangs auf die Probleme ein, unter denen die Synode im Libanon durchgeführt werden konnte. Das Generalthema lautete: Christus ist unsere Hoffnung. Erneuert durch seinen Geist und solidarisch legen wir Zeugnis ab von seiner Liebe. Dieses Schreiben wird mit „einer neuen Hoffnung für den Libanon“ verbunden.
Die „Apostolische Exhortation“ besteht aus sechs Kapitel:
- Kapitel 1 „Überblick über die aktuelle Lage der katholischen Kirche im Libanon“;

- Kapitel 2 „Theologische Reflexion und Richtungsansätze“;

- Kapitel 3 „Die interne Erneuerung der katholischen Kirche im Libanon“;

- Kapitel 4 „Gemeinschaft zwischen den verschiedenen patriarchalischen Kirchen im Libanon und auch in den Nachbarländern“;

- Kapitel 5 „Platz der Kirche im Libanon heute“;

- Kapitel 6 „Die soziale und nationale Dimension“.